# Predica di santo Stefano e disputa nel Sinedrio

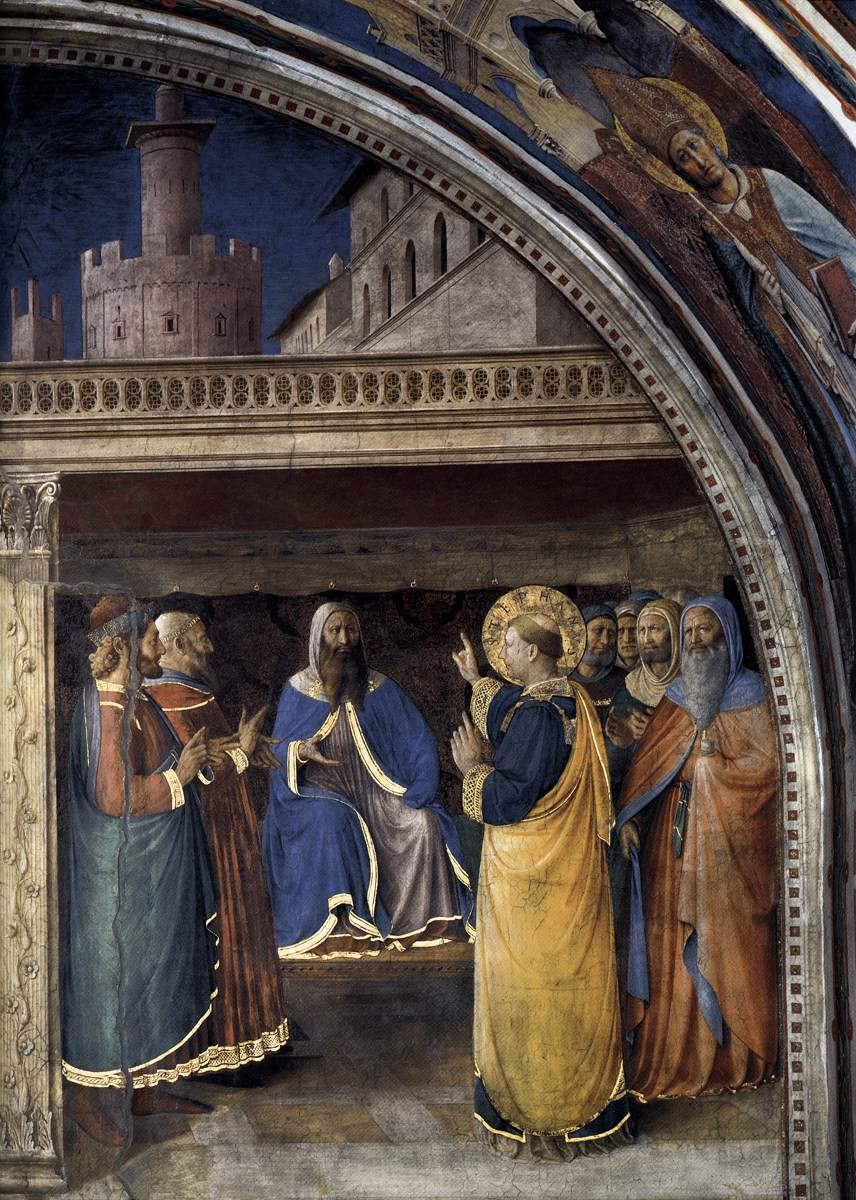
Dettaglio

Predica di santo Stefano e disputa nel Sinedrio è un affresco (322x412 cm) della Cappella Niccolina, decorata nel palazzo Apostolico in Vaticano da Beato Angelico e aiuti (tra cui Benozzo Gozzoli) tra il 1447 e il 1448 circa. L'affresco occupa la lunetta della parete centrale e ritrae il terzo e quarto episodio delle Storie di santo Stefano.  

## Storia
Beato Angelico lavorò alla Cappella Niccolina durante il suo soggiorno romano tra il 1445 e il 1450. I primi documenti che attestano gli affreschi sono datati tra il 9 maggio e il 1º giugno 1447, durante il pontificato di Niccolò V, ma è possibile che fossero già stati avviati nei due anni precedenti, sotto Eugenio IV. 
Gli affreschi di quella che era la cappella privata del papa dovevano essere terminati, dopo una pausa nell'estate 1447 quando il pittore si recò a Orvieto, entro la fine del 1448. Il 1º gennaio 1449 l'Angelico riceveva infatti la commissione per un nuovo lavoro. 

## Descrizione
La lunette del registro superiore sono divise in due episodi tramite l'espediente di un muro di separazione verticale al centro, ma l'ambientazione generale è la medesima. In questa doppia scena ad esempio una fila continua di torri e case è il medesimo sfondo nella parte superiore. 
La prima scena della Predica di santo Stefano si svolge in una piazza con edifici arditamente scorciati. A destra (il centro della lunetta) si trova santo Stefano su di un gradino, che spiega con tanto di gesti la parola di Cristo, riferendosi forse, nelle dita che indicano il numero 2, al duplice comandamento dell'amore a Dio e al prossimo (Mt22,35-40;Mc12,28-31). Davanti a lui siede una folla di donne sedute (una con il bambino), mentre alcuni uomini stanno in piedi sullo sfondo. Originale è l'uso di tutta la profondità dell'affresco per la disposizione dei personaggi.
Il lato destro mostra invece la Disputa nel Sinedrio, ambientata in una stanza, descritta esteriormente da un pilastro scanalato (con l'originale motivo del fiore rampicante scolpito sopra, un'invenzione dell'Angelico presente anche in altri episodi del ciclo, che non ha riscontri nell'architettura reale) che regge un architrave, mentre all'interno un pavimento con lastre di marmo in prospettiva (il punto di fuga) porta al centro della lunetta) conduce l'occhio dello spettatore verso il seggio del Sommo Sacerdote, posto davanti a una parete coperta da un ricco drappo dorato. La sala bassa e scura contrasta fortemente con la scena profonda e aperta della metà sinistra. Santo Stefano sta spiegando, alla presenza di altri sacerdoti, la sua difesa dalle accuse di blasfemia e fomentazione di disordini, tramite un lungo discorso riportato negli Atti degli apostoli (At, 7). La sua figura si staglia monumentale grazie all'uso della luce e del chiaroscuro, che la fanno apparire rotonda e plastica come una statua dipinta. Il gesto della sua mano destra alzata è rafforzato dalle linee parallele del pavimento.

## Stile
Gli affreschi della Cappella Niccolina sono profondamente diversi da quelli del convento di San Marco a Firenze (1440-1445 circa), per via della ricchezza di dettagli, di citazioni colte, di motivi più vari, ispirati a principi di ricchezza, complessità compositiva e varietà. Come è stato acutamente fatto notare da studiosi come Pope-Hennessy, le differenze non sono però da imputare a uno sviluppo dello stile dell'autore, quanto piuttosto alla diversa destinazione della decorazione: in San Marco gli affreschi dovevano accompagnare ed aiutare la meditazione dei monaci, mentre in Vaticano essi dovevano celebrare la potenza e la vastità degli orizzonti intellettuali del papato nell'impresa di rinnovare i fasti dell'antica Roma dopo il disastroso abbandono della città durante la cattività avignonese. Lo stile della cappella Niccolina sembra dopotutto preannunciarsi nelle vivaci narrazioni della predella della Pala di San Marco (1440-1443 circa) o in altre opere anteriori, magari predelle o opere minori, dove l'artista aveva potuto dare un più libero sfogo al proprio estro creativo. 